# Грехът на стария професор
„Грехът на стария професор“ е българска телевизионна новела (сатира) от 1973 година на режисьора Коста Наумов, по сценарий на Васил Цонев. Оператор е Здравко Добрев. 

## Актьорски състав
| Роля                   | Изпълнител         |
| ---------------------- | ------------------ |
| професор Михаил Бошков | Константин Коцев   |
| студентът              | Тодор Колев        |
| асистентът             | Коста Карагеоргиев |